# Elimelech Rimalt
Elimelech Rimalt (hebr.: אלימלך רימלט, ang.: Elimelekh Rimalt, ur. 1 listopada 1907 w Galicji, zm. 5 listopada 1987) – izraelski rabin, filozof i polityk, w latach 1969–1970 minister usług pocztowych, w latach 1951–1977 poseł do Knesetu z list Ogólnych Syjonistów, Partia Liberalnej, Gahalu i Likudu.
W wyborach parlamentarnych w 1951 po raz pierwszy dostał się do izraelskiego parlamentu. Zasiadał w Knesetach II, III, IV, V, VI, VII i VIII kadencji.